# Masukawa Toshihide
{{nihongo|Masukawa Toshihide (hay Maskawa)|益川 敏英|Masukawa Toshihide|(sinh 7 tháng 2 năm 1940 tại Nagoya, Nhật Bản - mất ngày 23 tháng 7 năm 2021) là một nhà vật lý lý thuyết người Nhật nổi tiếng với nghiên cứu về vi phạm CP, nhờ đó ông đã được trao giải thưởng Nobel Vật lý năm 2008 "vì khám phá ra nguồn gốc của phá vỡ đối xứng cho phép tiên đoán sự tồn tại của ít nhất ba họ hạt quark trong tự nhiên."